# Stacey Hassard
Pour les articles homonymes, voir Hassard.
Stacey Hassard est un homme politique yukonnais canadien, chef de l'Opposition officielle de 2016 à 2021. De 2016 à 2020, il est le chef par intérim du Parti du Yukon.
Il est élu à l'Assemblée législative du Yukon lors de l'élection générale yukonnaise du 11 octobre 2011 représentant la circonscription de Pelly-Nisutlin. 
Il est le frère  de Dean Hassard (en), qui a été député qui représente la même circonscription à l'Assemblée législative du Yukon de 2002 à 2006.